# فرودگاه سیلتز
فرودگاه سیلتز (به انگلیسی: Siletz Airport) یک فرودگاه خصوصی است که یک باند فرود چمن دارد و طول باند آن ۳۹۶ متر است. این فرودگاه در کشور ایالات متحده آمریکا قرار دارد و در ارتفاع ۳۰ متری از سطح دریا واقع شده است.